# Wital Rymaszeuski
Wital Anatoljewicz Rymaszeuski (biał. Віталь Анатольевіч Рымашэўскі, ros. Виталий Анатольевич Рымашевский, Witalij Anatoljewicz Rymaszewski, ur. 3 marca 1975 w Bobrujsku) – białoruski polityk, współprzewodniczący niezarejestrowanej partii Białoruska Chrześcijańska Demokracja, opozycyjnej wobec prezydenta Alaksandra Łukaszenki; kandydat na urząd prezydenta Białorusi w wyborach 2010 roku.

## Życiorys
Urodził się w 1975 roku, mieszka w Mińsku. W 1997 roku ukończył Białoruski Narodowy Uniwersytet Techniczny, uzyskując tytuł inżyniera budownictwa. W 1999 roku studiował w Niemczech ustrój gospodarczy i polityczny tego państwa na kursach Wyższej Szkoły Administracji Państwowej, w Instytucie „Związek Zarządzania Społecznego”. Pracował w budownictwie na Białorusi, stopniowo awansując od szeregowego pracownika do kierownika działu technicznego. Następnie zajął się prywatnym biznesem. Deklaruje narodowość białoruską, wyznaje prawosławie. Jest żonaty, ma córkę.
W 1996 roku został członkiem Rady Koordynacyjnej Białoruskiego Zjednoczenia Młodych Polityków. W latach 2002–2004 wchodził w skład Prezydium Białoruskiej Narodowej Rady Młodzieżowych i Dziecięcych Organizacji Społecznych „Rada”. Współtworzył koncepcję nowej młodzieżowej polityki Białorusi. Współorganizował kampanię „W obronie wolności sumienia i wyznania na Białorusi”, w ramach której zebrano ponad 50 tysięcy podpisów w obronie chrześcijan. W Białoruskiej Chrześcijańskiej Demokracji stoi na czele Oddziału Międzynarodowego i Edukacyjnego, a także koordynuje pracę organizacji Młodzi Chrześcijańscy Demokraci. Jest także szefem mińskiego oddziału partii.

### Udział w wyborach prezydenckich 19 grudnia 2010 roku i w wydarzeniach po nich
Wital Rymaszeuski i jego mąż zaufania Pawieł Siewiaryniec uczestniczyli w demonstracji w Mińsku przeciwko sfałszowaniu wyników wyborów prezydenckich wieczorem 19 grudnia 2010 roku. Rymaszeuski usiłował podjąć negocjacje z obecnymi na placu Niepodległości milicjantami. Próba ta nie powiodła się, a Rymaszeuski został pobity przez specnaz. W związku z poniesionymi obrażeniami udał się do szpitala, gdzie został opatrzony. Tego samego wieczoru, gdy opuszczał budynek szpitala, został aresztowany. W tym samym czasie, w pobliżu biura Białoruskiej Chrześcijańskiej Demokracji, aresztowany został Pawieł Siewiaryniec. Ich los pozostawał nieznany do ok. godziny 19:00 20 grudnia, kiedy to rodzice Rymaszeuskiego i rodzice Siewiaryńca otrzymali telefony z Komitetu Bezpieczeństwa Państwowego z informacją, że obaj znajdują się w izolatkach śledczych tej instytucji. 21 grudnia Rymaszeuski był przesłuchiwany przez KGB przez sześć godzin, zapadła też decyzja o jego zatrzymaniu co najmniej na tydzień. Tego samego dnia do Rymaszeuskiego dopuszczono adwokat.
Przedstawiciele sił porządkowych odwiedzili także 80-letnią babcię Rymaszeuskiego, mieszkającą na wsi w rejonie bobrujskim, i wypytywali o szczegóły z życia wnuka. 28 grudnia funkcjonariusze organów bezpieczeństwa dokonali przeszukania w mieszkaniu Rymaszeuskich.